# Ienaszi
Ienaszi (gruz. იენაში) – wieś w Gruzji, w regionie Megrelia-Górna Swanetia, w gminie Mestia. W 2014 roku liczyła 227 mieszkańców.